# Pelota basca nos Jogos Pan-Americanos de 2019 - Pelota de goma trinquete em duplas masculinas
A categoria pelota de goma trinquete duplas masculinas foi disputada nas competições da pelota basca nos Jogos Pan-Americanos de 2019, em Lima. Foi realizada em Villa María del Triunfo de 4 a 10 de agosto.

## Calendário
Horário local (UTC-5).
| Data         | Horário | Fase                |
| ------------ | ------- | ------------------- |
| 4 de agosto  | 15:03   | Fase preliminar     |
| 9 de agosto  | 14:59   | Disputa pelo bronze |
| 10 de agosto | 18:03   | Final               |

## Medalhistas
| Ouro   | ARG Santiago Andreasen e Sebastián Andreasen |
| Prata  | MEX Daniel García e Isaac Pérez              |
| Bronze | CHI Manuel Domínguez e Estéban Romero        |

## Resultados

### Fase preliminar
A fase preliminar consistiu em um grupo único em que todas as duplas se enfrentaram uma vez. Ao final da fase, as duas primeiras duplas disputaram a final pelo ouro, enquanto a terceira e a quarta jogaram pelo bronze.
| Pos | Equipe                                                 | J | V | D | GP  | GC  | SG  | Pts |
| --- | ------------------------------------------------------ | - | - | - | --- | --- | --- | --- |
| 1   | Argentina (ARG) Santiago Andreasen Sebastián Andreasen | 4 | 4 | 0 | 120 | 54  | +66 | 12  |
| 2   | México (MEX) Daniel García Isaac Pérez                 | 4 | 3 | 1 | 111 | 70  | +41 | 10  |
| 3   | Chile (CHI) Manuel Domínguez Esteban Romero            | 4 | 2 | 2 | 100 | 98  | +2  | 8   |
| 4   | Uruguai (URU) Aparicio Guichón Lucas Rivas             | 4 | 1 | 3 | 79  | 110 | −31 | 6   |
| 5   | Peru (PER) André Bellido Edson Velásquez               | 4 | 0 | 4 | 42  | 120 | −78 | 4   |

Horário local (UTC-5).
| 4 de agosto 15:03 Relatório | Sa Andreasen – Se Andreasen | 2–0 | García – Pérez | Centro de Esportes de Villa María del Triunfo Árbitro(s): Dardo Ferreira (URU) |
| 4 de agosto 15:03 Relatório | (15–13, 15–8)               |     |                | Centro de Esportes de Villa María del Triunfo Árbitro(s): Dardo Ferreira (URU) |

| 4 de agosto 16:33 Relatório | Domínguez – Romero   | 2–1 | Guichón – Rivas | Centro de Esportes de Villa María del Triunfo Árbitro(s): Rolando Casteleiro (CUB) |
| 4 de agosto 16:33 Relatório | (15–10, 10–15, 10–6) |     |                 | Centro de Esportes de Villa María del Triunfo Árbitro(s): Rolando Casteleiro (CUB) |

| 5 de agosto 15:02 Relatório | Sa Andreasen – Se Andreasen | 2–0 | Domínguez – Romero | Centro de Esportes de Villa María del Triunfo Árbitro(s): Andrés Caballero (CUB) |
| 5 de agosto 15:02 Relatório | (15–1, 15–12)               |     |                    | Centro de Esportes de Villa María del Triunfo Árbitro(s): Andrés Caballero (CUB) |

| 5 de agosto 16:09 Relatório | García – Pérez | 2–0 | Bellido – Velásquez | Centro de Esportes de Villa María del Triunfo Árbitro(s): Alfonso Romero (CHI) |
| 5 de agosto 16:09 Relatório | (15–3, 15–6)   |     |                     | Centro de Esportes de Villa María del Triunfo Árbitro(s): Alfonso Romero (CHI) |

| 6 de agosto 16:48 Relatório | Guichón – Rivas | 0–2 | García – Pérez | Centro de Esportes de Villa María del Triunfo Árbitro(s): Jorge Balbi (ARG) |
| 6 de agosto 16:48 Relatório | (5–15, 4–15)    |     |                | Centro de Esportes de Villa María del Triunfo Árbitro(s): Jorge Balbi (ARG) |

| 6 de agosto 17:38 Relatório | Bellido – Velásquez | 0–2 | Sa Andreasen – Se Andreasen | Centro de Esportes de Villa María del Triunfo Árbitro(s): Alfonso Romero (CHI) |
| 6 de agosto 17:38 Relatório | (5–15, 6–15)        |     |                             | Centro de Esportes de Villa María del Triunfo Árbitro(s): Alfonso Romero (CHI) |

| 7 de agosto 17:03 Relatório | Sa Andreasen – Se Andreasen | 2–0 | Guichón – Rivas | Centro de Esportes de Villa María del Triunfo Árbitro(s): Rolando Casteleiro (CUB) |
| 7 de agosto 17:03 Relatório | (15–7, 15–2)                |     |                 | Centro de Esportes de Villa María del Triunfo Árbitro(s): Rolando Casteleiro (CUB) |

| 7 de agosto 17:48 Relatório | Domínguez – Romero | 2–0 | Bellido – Velásquez | Centro de Esportes de Villa María del Triunfo Árbitro(s): Leonardo Mondada (URU) |
| 7 de agosto 17:48 Relatório | (15–5, 15–2)       |     |                     | Centro de Esportes de Villa María del Triunfo Árbitro(s): Leonardo Mondada (URU) |

| 8 de agosto 15:03 Relatório | García – Pérez | 2–0 | Domínguez – Romero | Centro de Esportes de Villa María del Triunfo Árbitro(s): Jorge Balbi (ARG) |
| 8 de agosto 15:03 Relatório | (15–10, 15–12) |     |                    | Centro de Esportes de Villa María del Triunfo Árbitro(s): Jorge Balbi (ARG) |

| 8 de agosto 16:28 Relatório | Guichón – Rivas | 2–0 | Bellido – Velásquez | Centro de Esportes de Villa María del Triunfo Árbitro(s): Alfonso Romero (CHI) |
| 8 de agosto 16:28 Relatório | (15–7, 15–8)    |     |                     | Centro de Esportes de Villa María del Triunfo Árbitro(s): Alfonso Romero (CHI) |

### Disputa do bronze
| 9 de agosto 14:59 Relatório | Domínguez – Romero | 2–0 | Guichón – Rivas | Centro de Esportes de Villa María del Triunfo Árbitro(s): Jorge Balbi (ARG) |
| 9 de agosto 14:59 Relatório | (15–8, 15–4)       |     |                 | Centro de Esportes de Villa María del Triunfo Árbitro(s): Jorge Balbi (ARG) |

### Disputa do ouro
| 10 de agosto 18:03 Relatório | Sa Andreasen – Se Andreasen | 2–0 | García – Pérez | Centro de Esportes de Villa María del Triunfo |
| 10 de agosto 18:03 Relatório | (15–8, 15–6)                |     |                | Centro de Esportes de Villa María del Triunfo |